# Matthias Machwerk

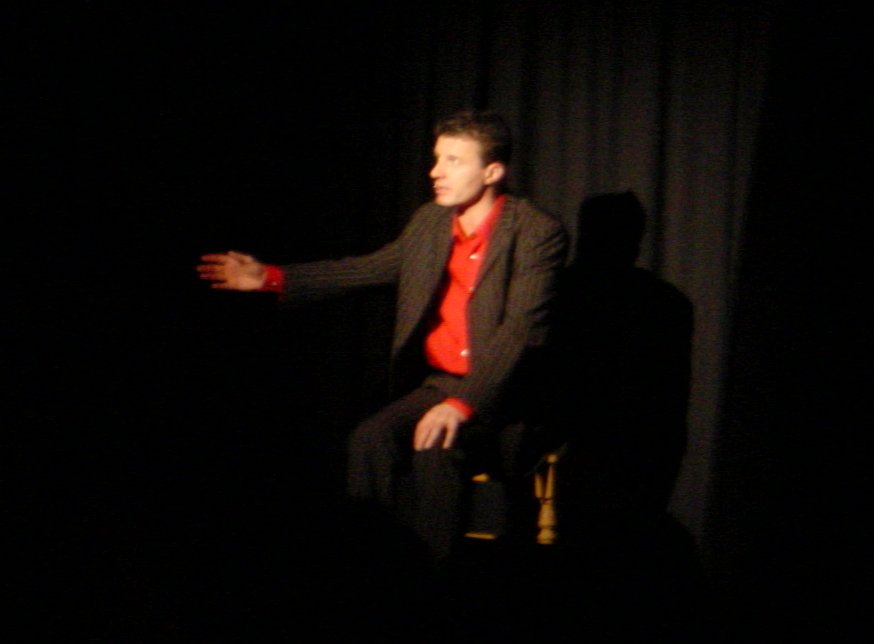
Matthias Machwerk 2013 in Pirna

Matthias Machwerk (eigentlich Matthias Jahn; * 8. September 1968 in Prenzlau) ist ein deutscher Autor und Kabarettist.

## Leben
Nach politischem Engagement und Studium der Politischen  Wissenschaften an der TU Dresden begann Machwerks Tätigkeit als Autor. Er schrieb Texte für den Kinderkanal (KiKA), für verschiedene Kabarettisten, Ensembles (Die Kneifzange, Die Stachelschweine, Breschke & Schuch u. a.) und er produzierte eine Comedy-Serie fürs Radio. Nach der Gründung des Dresdner Comedy & Theater Clubs 2002 folgten dort erste Auftritte. Machwerk, der als Autodidakt begann, ist seit 2005 professioneller Solo-Kabarettist. Er tourt regelmäßig durch die Bundesrepublik, spielte in der Schweiz, auf den Schiffen der AIDA Cruises und war im NDR und MDR zu sehen. Matthias Machwerk ist mittlerweile wieder öfter als Autor tätig. Er produzierte die Märchen-CD Herr des Nebels. Er schrieb das bekannte Lied der Uckermark. Machwerk bündelte seine besten Texte in dem Buch "Frauen denken anders, Männer nicht.". 2021 folgte ein weiteres Buch unter dem Titel: "Vom Neandertaler zum Alimentezahler" Er schrieb für das Kabarett-Theater Leipziger Funzel, produzierte die Kabarettistin Frau Andrea, die Künstlerin Lilly Layne, schreibt Programme für Bauchredner Roy Reinker und verfasste einige Artikel für die Zeitschrift liberal und für das Magazin der Techniker Krankenkasse. Machwerk lebt in Dresden.

## Programme
- 2024–2025 „Irre Zeiten! Puppen die am Zeiger drehen!“ Das zukünftige Programm von Bauchredner Roy Reinker.
- 2023 „Glücklich oder schon verheiratet?“ Das neue Glücksprogramm von Matthias Machwerk.
- 2023 „Verrückt bleiben! Wenn Puppen einschiffen“ das neue Programm von Bauchredner Roy Reinker.
- 2021: „Starke Weiber dürfen alles!“ für und mit Frau Andrea
- 2020: „Frauen sind schärfer als Mann glaubt - Die sexy Comedy Show“ mit Lilly Layne
- 2019: Show-Projekt Miss Lilly Layne
- 2019: Theaterstück Früher waren mehr Prinzen. Barock-Comedy mit Carsten Linke und Tim Gernitz
- 2019: „Vom Neandertaler zum Alimentezahler“ von Matthias Machwerk
- 2018: „Starke Weiber dürfen mehr!“ für und mit Frau Andrea
- 2017: Best of Programm „Frauen sind schärfer als Mann glaubt!“
- 2016: „Immer auf die Glocken!“ Weihnachtscomedy von Matthias Machwerk
- 2016: „Mach Dich frei - wir müssen reden!“ von Matthias Machwerk
- 2015: „Frauen denken (noch immer) anders – Männer nicht!“
- 2014: Schöne Bescherung
- 2012: Noch Sex oder schon verheiratet? Ein Glücksprogramm
- Seid hörig!
- Fürchtet Euch nicht!
- Menschen, Macken, Mutationen
- Best of Comedy